# Hillerheide
Hillerheide ist ein Stadtteil im Süden der Stadt Recklinghausen.
Im Stadtteil liegen der Zentralfriedhof von Recklinghausen, die Vestlandhalle sowie das Stadion Hohenhorst. Zur Vergangenheit des Stadtteils zählen das Eisenbahnausbesserungswerk Recklinghausen, das Internierungslager Recklinghausen-Hillerheide (1945–1948) und die Trabrennbahn Recklinghausen (Rennen bis etwa 2010).

## Verkehr

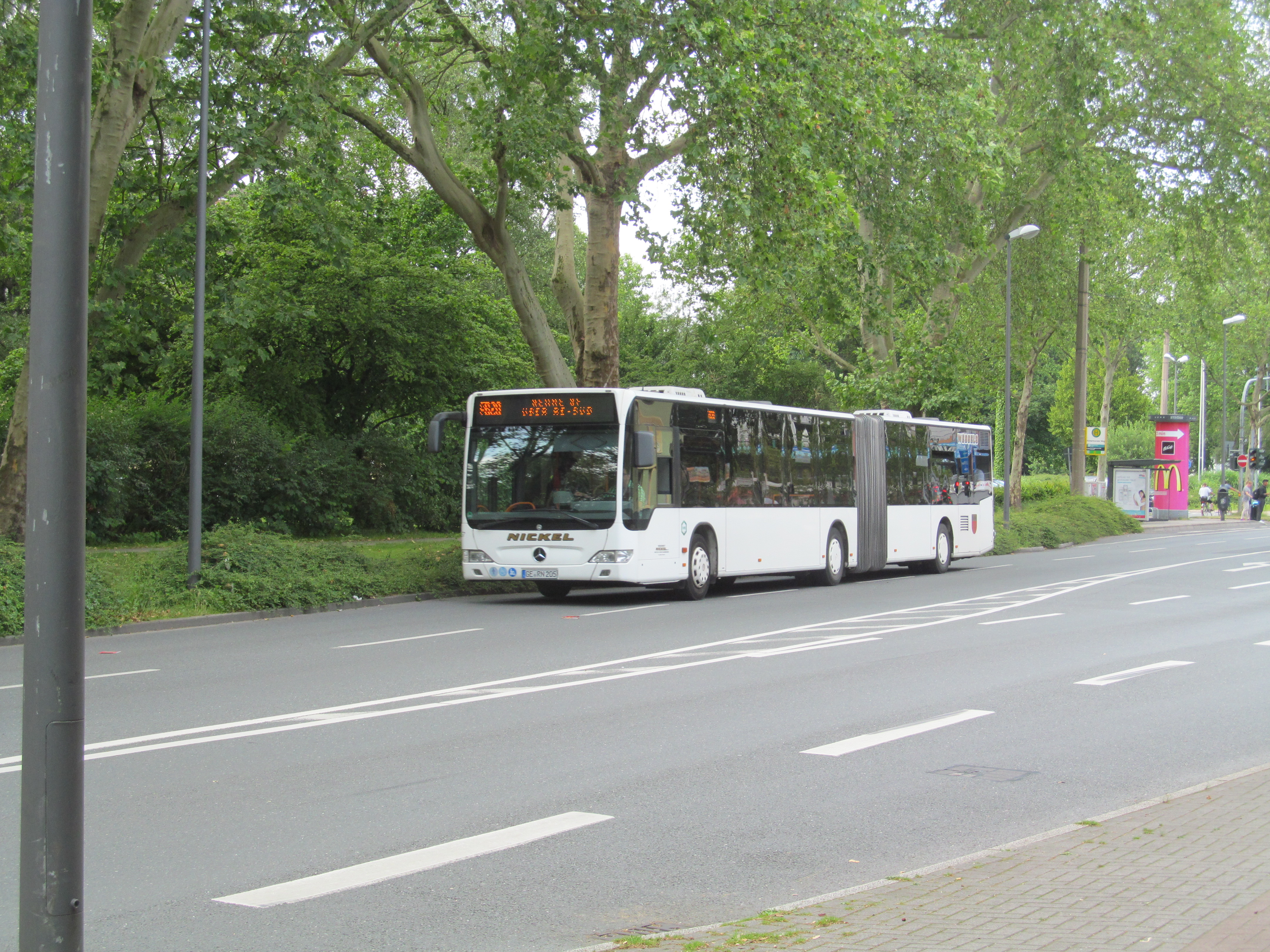
Linienbus auf der VRR-Linie SB20 auf der Herner Straße

Die VRR-Buslinien SB20, 236, 237 und NE5 der Vestischen Straßenbahnen erschließen den Stadtteil. Die Linie 235 bedient ausschließlich das Stadion Hohenhorst.
| Linie | Verlauf | Takt (Mo–Fr) |
| ----- | --- | ------------ |
| SB20  | Recklinghausen Hbf – Viehtor – Paulusviertel – Hillerheide – Recklinghausen-Süd – Herne Schloß Strünkede – Herne Bf                                                                                        | 10 min       |
| 235   | Hillerheide, Stadion Hohenhorst – Paulusviertel – Viehtor – Recklinghausen Hbf | 30 min       |
| 236   | Recklinghausen Hbf – Hillen – Hillerheide – Röllinghausen – König Ludwig – Overbergstr. | 20/40 min    |
| 237   | Recklinghausen Hbf – Hillen – Hillerheide – Röllinghausen – König Ludwig – Herne, Pantringshof – Castrop-Rauxel-Pöppinghausen – Habinghorst – Castrop-Rauxel Hbf – Europaplatz – Castrop Münsterplatz      | 60 min       |
| NE5   | Recklinghausen Hbf – Viehtor – Paulusviertel – Hillerheide – Recklinghausen-Süd – Schloß Strünkede – Herne Bf NachtExpress: In den Nächten von Freitag auf Samstag, Samstag auf Sonntag und vor Feiertagen | 60 min       |